# Cilla Sings a Rainbow
| Оценки критиков | Оценки критиков |
| Источник        | Оценка          |
| --------------- | --------------- |
| Allmusic        | [ 1 ]           |

Cilla Sings a Rainbow — второй студийный альбом британской певицы Силлы Блэк, выпущенный 18 апреля 1966 года на лейбле Parlophone Records. Альбом занял 4 место в UK Album Chart.

## Переиздания
В 2002 году альбом Cilla Sings a Rainbow вместе с альбомом Cilla был переиздан на CD в моно-версии на лейбле EMI Records.
7 сентября 2009 года EMI Records выпустил специальное издание альбома, которое доступно только в формате цифрового скачивания. Данное переиздание включает в себя все оригинальные записи, ремастированные студией «Эбби-Роуд» с изначальных аудионосителей. Цифровой буклет переиздания, содержащий обложку альбома, трек-лист и редкие фотографии, доступен на сайте iTunes.

## Список композиций
Сторона 1
1. «Love’s Just a Broken Heart (L’Amour Est Ce Qu’il Est)» (Морт Шуман, Кенни Линч[англ.], Мишель Вендом)
2. «A Lover's Concerto[англ.]» (Сэнди Линзер[англ.], Дэнни Ренделл[англ.])
3. «Make it Easy on Yourself[англ.]» (Берт Бакарак, Хэл Дэвид)
4. «One, Two, Three[англ.]» (Джон Мадара[англ.], Дэвид Уайт[англ.], Леонард Борисофф[англ.])
5. «(There’s) No Place to Hide» (Роджер Аткинс, Хелен Миллер)
6. «When I Fall in Love» (Виктор Янг, Эдуард Хейман)
7. «Yesterday» (Леннон — Маккартни)

Сторона 2
1. «Sing a Rainbow[англ.]» (Артур Хамилтон)
2. «Baby I'm Yours» (Ван Маккой[англ.])
3. «The Real Thing» (Джоши Армстед[англ.], Николас Эшфорд[англ.], Валери Симпсон[англ.])
4. «Everything I Touch Turns to Tears» (Гари Джелд, Питер Юделл)
5. «In a Woman’s Eyes» (Бобби расселл, Марта Шарп)
6. «My Love Come Home» (Джин Колоннелло, Конрад, Марио Панзери)

## Над альбомом работали
- Ведущий вокал: Силла Блэк
- Продюсер: Джордж Мартин
- Фотографии для альбома: Роберт Уитакер

## Позиции в чартах
| Чарт (1966)     | Позиция |
| --------------- | ------- |
| UK Albums Chart | 4       |